# 조선조형미술동맹
조선조형미술동맹(朝鮮造形美術同盟)은 1946년 2월 28일 창립된 단체이다.
조선미술협회에서 제거된 일부의 미술인 및 무소속미술인 등 30여 명이 서울에서 전국 미술인대회를 열고 민족미술의 건설을 표방하고 결속되었다. 기관지(機關誌) <조형예술(造形藝術)> 창간호를 발간하고 5월 13일-18일 사이에 동화화랑(東和畵廊)에서 전시회를 가졌으나 동년 말에 조선미술동맹에 합류(合流), 해체되었다.